# Uzelothripidae
Uzelothripidae zijn een familie van tripsen (Thysanoptera). De familie kent één geslacht.

## Taxonomie
De familie kent het volgende geslacht:
- Uzelothrips